# 柿崎氏
柿崎氏（かきざきし）は、越後国の頸城郡を拠点とする国人である。
その先祖は、伊豆の豪族である大見氏（宇佐美氏）にさかのぼる。大見氏は、鎌倉幕府の設立に尽力し、その功績が認められたことで、越後国の揚北地方に所領を与えられ、国人となった。
大見氏の直系の子孫である安田氏や水原氏は、「揚北衆」と呼ばれるようになった。柿崎氏は、この揚北衆の一族として知られている。柿崎氏は、揚北地方を治める国人として、長年にわたって越後の支配を続けてきた。
柿崎景家は上杉謙信から「和泉（景家）に分別があれば、越後七郡で敵う者無し」と称賛されるほどの剛勇を見せた。景家は病没したとも、織田信長との内通を疑われて謙信に暗殺されたともいう。景家の子の晴家は御館の乱で上杉景虎方に付き、景虎と敵対する上杉景勝に殺された。80頁